# حوطت (المهرة)

تعديل مصدري - تعديل

حوطت هي إحدى قرى عزلة جاذب بمديرية حوف التابعة لمحافظة المهرة، بلغ تعداد سكانها 25 نسمة حسب تعداد اليمن لعام 2004.